# 黃德森
黃德森，MH（1965年1月22日—），前香港滑浪風帆運動員，曾任香港政府文化體育及旅遊局體育專員及港協暨奧委會香港運動員就業及教育計劃辦公室主管。其妻子為香港著名風帆運動員「風之后」李麗珊。

## 簡歷
黃德森自小在赤柱長大，早年就讀聖德蘭學校，繼而入讀當年位於灣仔山坡臺、以招收在體育方面有出色表現的學生作為招徠的聖璐琦男女英文書院。他熱愛水上活動，很早便有機會接觸到滑浪風帆，並產生濃厚興趣。中學畢業後，為了獲得風帆用品的折扣而在風帆用品店當售貨員；後自薦當滑浪風帆設計的學徒，從剪布學起，經歷六年終當上風帆設計師。其時，滑浪風帆教練艾培里是黃在設計公司的同事；得他的鼓勵，黃德森決定在1989年轉當全職運動員，並跟隨艾培里訓練。由於艾培里是荷蘭人，因此安排他和隊友（包括：李麗珊、王合喜等）到荷蘭訓練數個月，以備戰亞運的比賽。此趟的歐洲訓練，使他眼界大開，技術也提升不少。在1990年亞洲運動會中，他在比賽中一直保持總成績在前三名，但在最後一場比賽，卻因風向突然逆轉，終以0.3分落敗，僅得第四名。
此後，黃德森續為港隊征戰多年，並得獎無數，包括1994及1998年的亞運會銀牌、1993及1996年的亞洲錦標賽冠軍等。2000年，他轉任滑浪風帆教練，並於2001及2002年獲頒「全年最佳教練獎」。至2006年女兒出生後，他為讓家庭有更好的收入，毅然放棄教練工作從商。
2008年，香港特區政府撥款港協暨奧委會開展「香港運動員就業及教育計劃」，協助即將退役及已退役的運動員重返校園或投身社會，並邀黃德森出任計劃辦公室主管。
2021年，黃德森獲香港政府頒授榮譽獎章。
2023年，黃德森獲委任為文化體育及旅遊局體育專員，於8月22日履新。2024年，被指在制訂政策考量欠缺宏觀效果，於政圈被認為「無表現」，加上非問責官員，一直無在政府體制工作，要推動政策有很多困難辭職，故於9月20日離任。

## 個人生活
1999年1月26日，他與香港同為著名風帆運動員的李麗珊結婚，被視為模範夫婦。兩人育有兩名女兒，長女黃希皚於2005年8月28日出生，而次女黃嘉怡則於2007年8月13日出生。

## 主要比賽成績
- 1991年

亞洲帆船錦標賽 金牌
- 1993年

亞洲錦標賽 冠軍
- 1994年

亞洲運動會 銀牌
- 1996年

亞洲錦標賽冠軍
- 1998年

亞洲運動會 銀牌

## 榮譽
- 滙豐銀行慈善基金優秀教練選舉

全年最佳教練獎（2001年、2002年）

## 外部連結
- 黃德森的個人官方領英頁面

| 政府职务      | 政府职务                              | 政府职务      |
| ------------- | ------------------------------------- | ------------- |
| 前任： 楊德強 | 體育專員 2023年8月22日－2024年9月19日 | 繼任： 蔡健斌 |